# Strmi graben
Strmi graben je hudourniški potok, ki nastane v času večjih padavin na južnem pobočju Visokega Kurjega vrha (1820) v Karavankah. Med naseljema Mojstrana in Gozd Martuljek se kot levi pritok izliva v Savo Dolinko.